# Fishing Cone
Fishing Cone, également connu sous le nom de Fishing Pot Hot Springs, est un geyser de type « cône » situé dans le West Thumb Geyser Basin dans le parc national de Yellowstone aux États-Unis.
Au début du XXe siècle, ses éruptions atteignaient 12 m. Comme le niveau d'eau du lac Yellowstone a monté, le geyser est désormais inondé au printemps à cause de la fonte des glaces et les températures à l'intérieur du cône ont suffisamment baissé pour qu'il n'entre plus en éruption ; il est maintenant considéré comme une source chaude.

## Histoire
Le nom Fishing Cone remonte aux histoires racontées par les montagnards à propos d'un lac où l'on pouvait attraper un poisson, le plonger immédiatement dans la source chaude et le faire cuire à l'hameçon. Un membre de l'expédition Washburn-Langford-Doane de 1870 a popularisé cet exploit.
Une interdiction de faire bouillir un poisson vivant dans la source chaude a été annoncée en novembre 1911 et est entrée en vigueur au début de l'année 1912 à la suite de préoccupations en matière de bien-être animal. Il est désormais interdit aux visiteurs du parc de pêcher et de faire cuire le poisson dans l'eau bouillante de la source.

## Galerie de photos

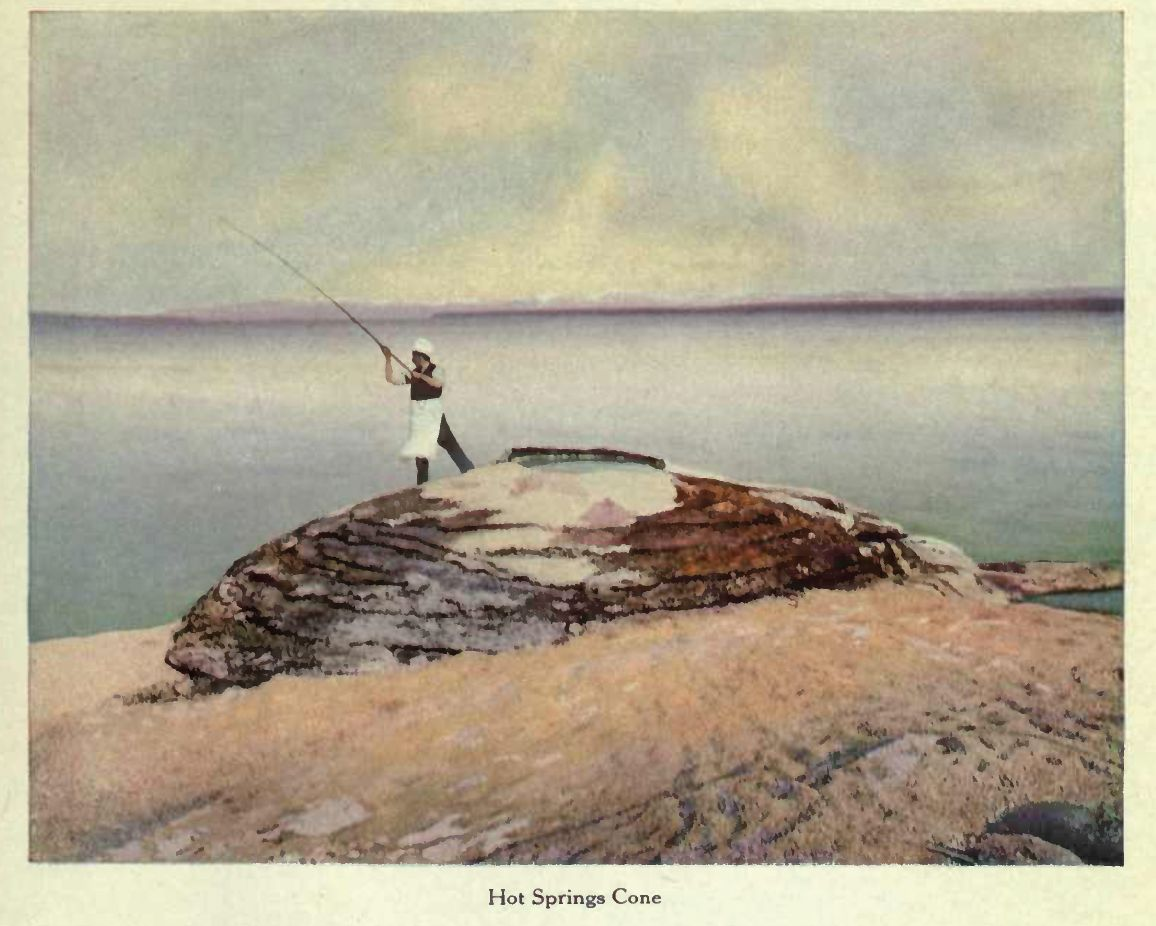
Fishing Cone en 1901.
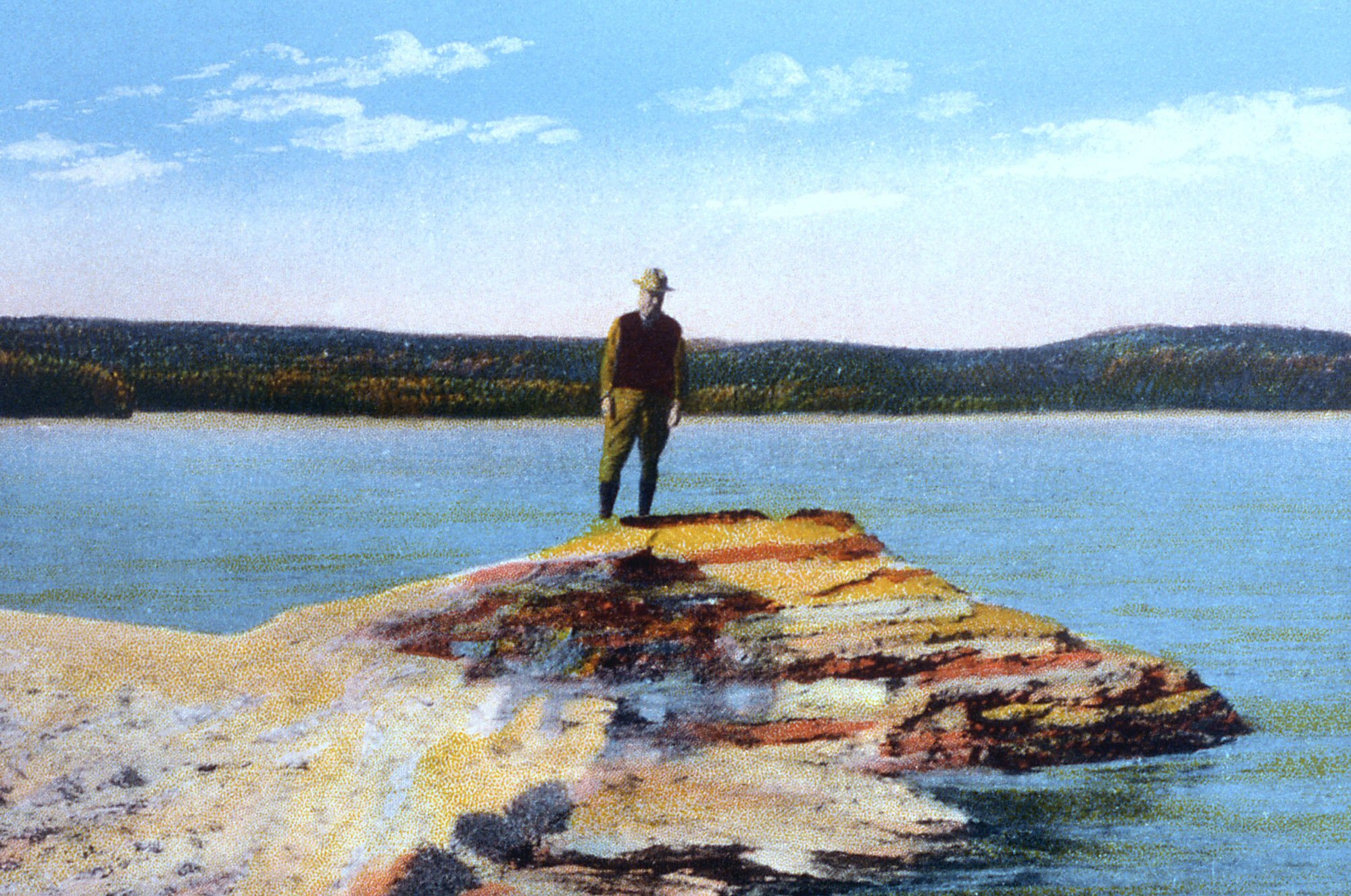
Carte postale de 1928 représentant Fishing Cone.
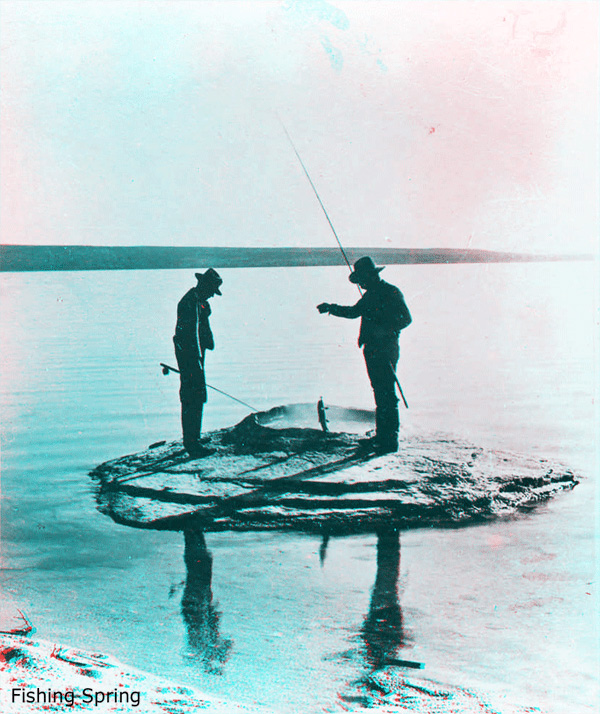
Pêche dans Fishing Cone.
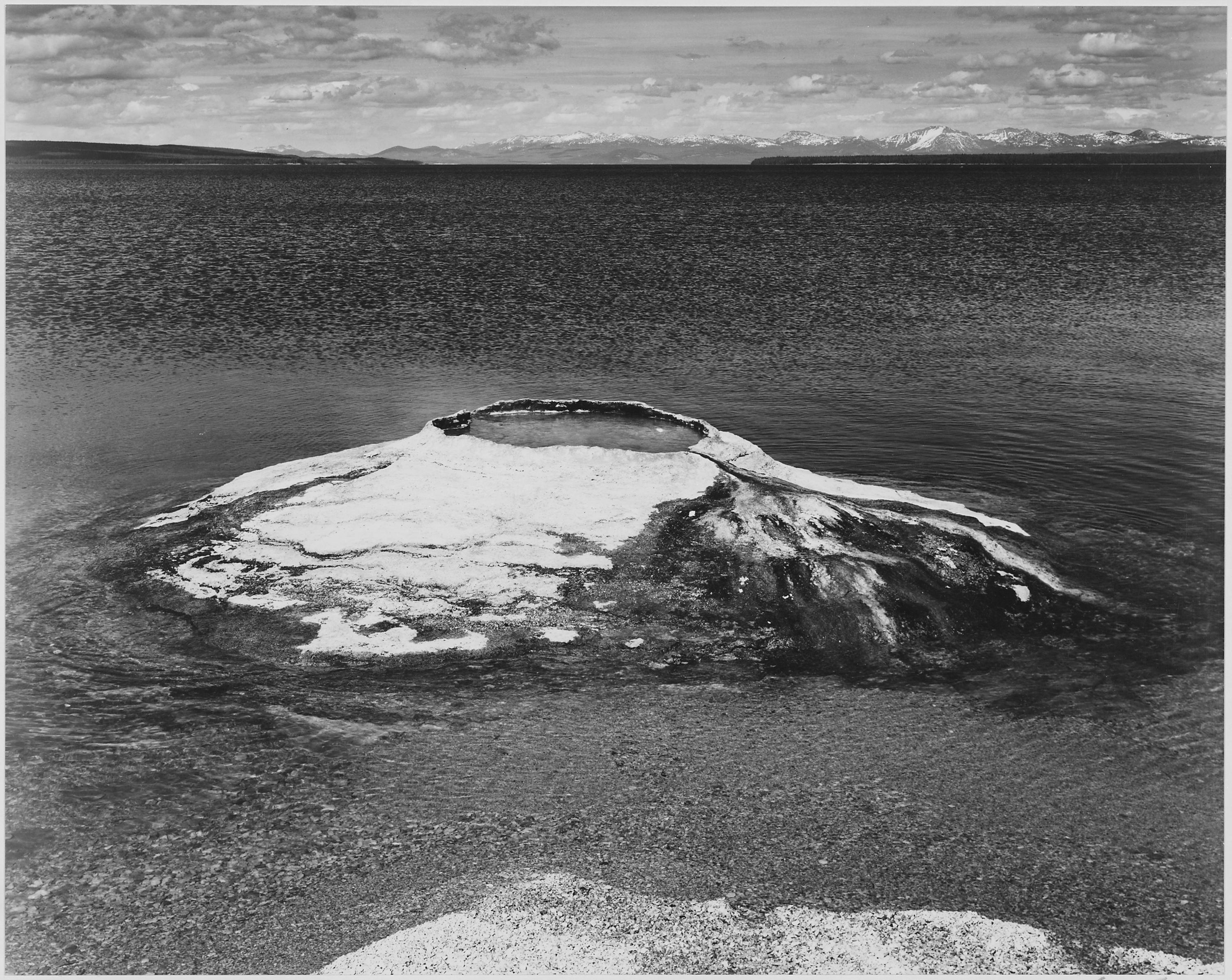
Fishing Cone en 1941, par Ansel Adams.
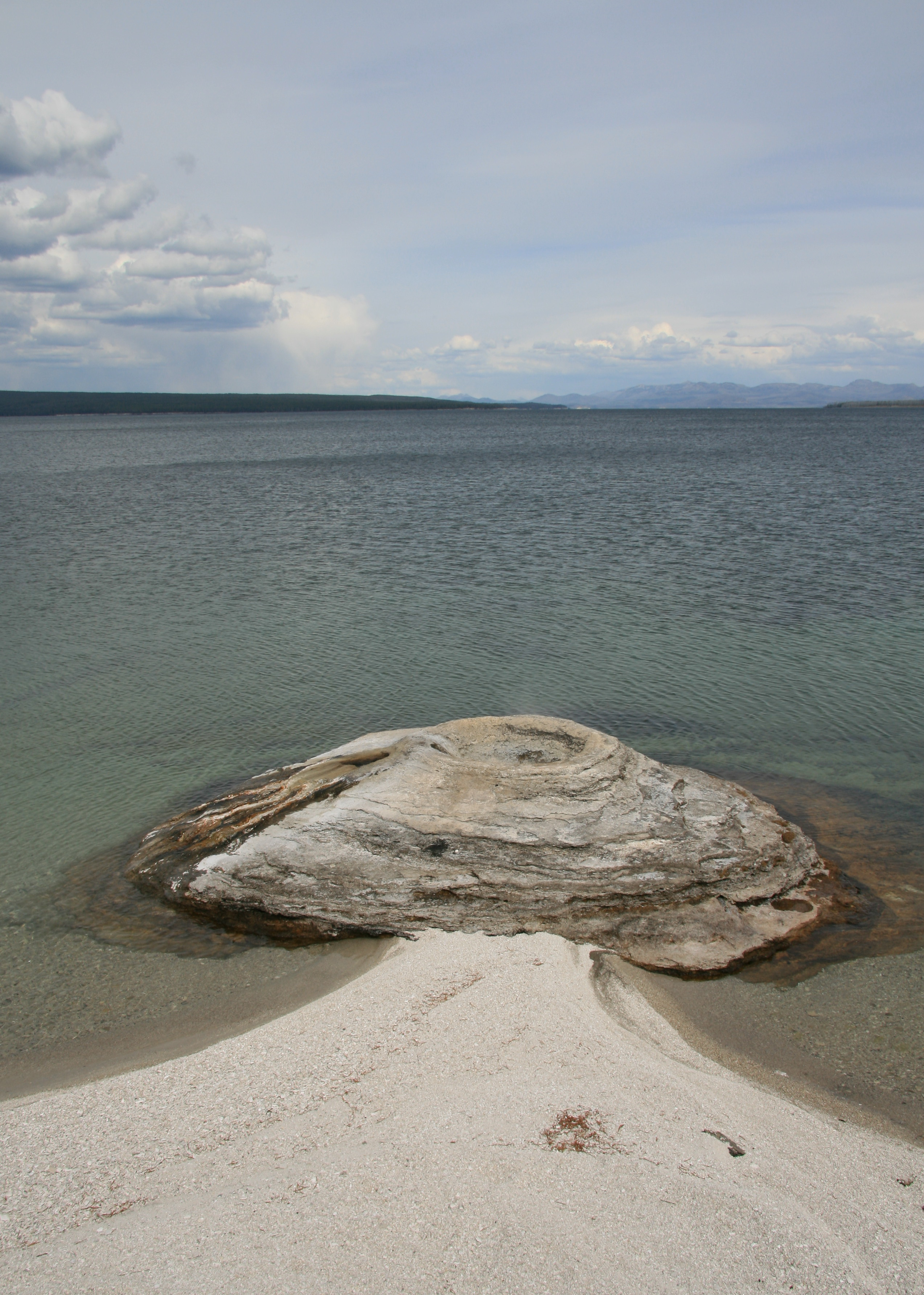
Fishing Cone en 2007.
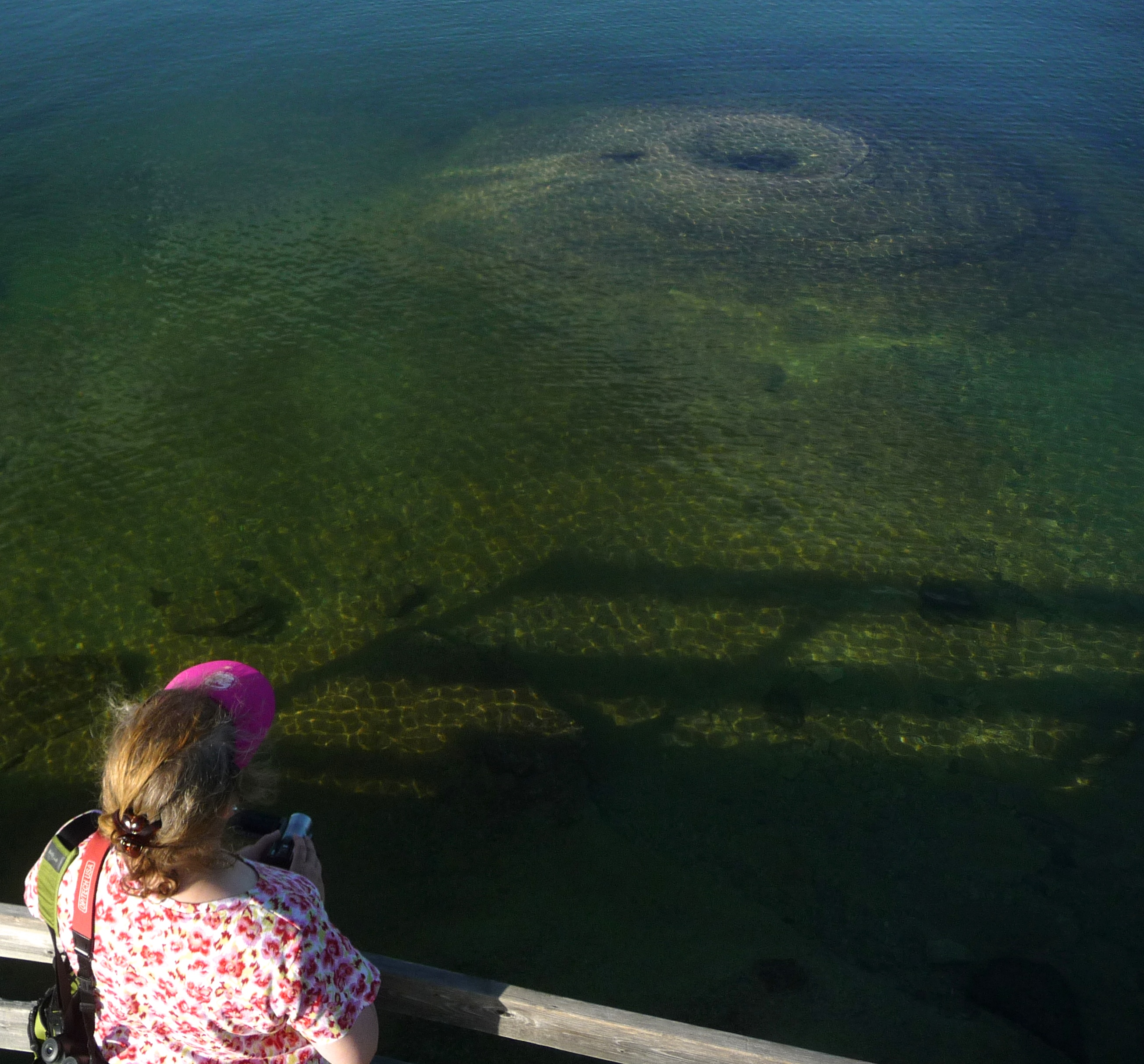
Fishing Cone le 16 juillet 2010.
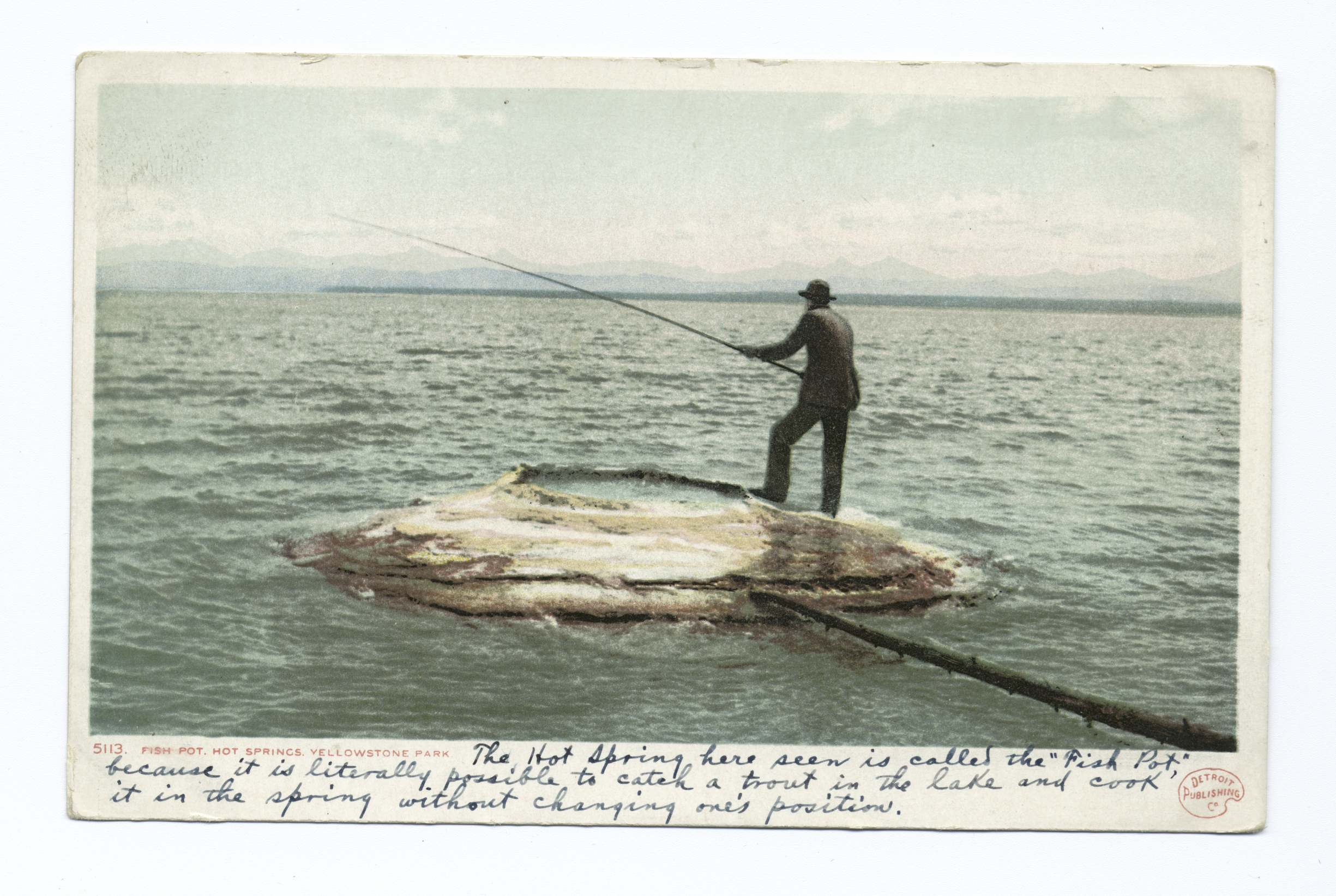
Fishing Cone en 1898.
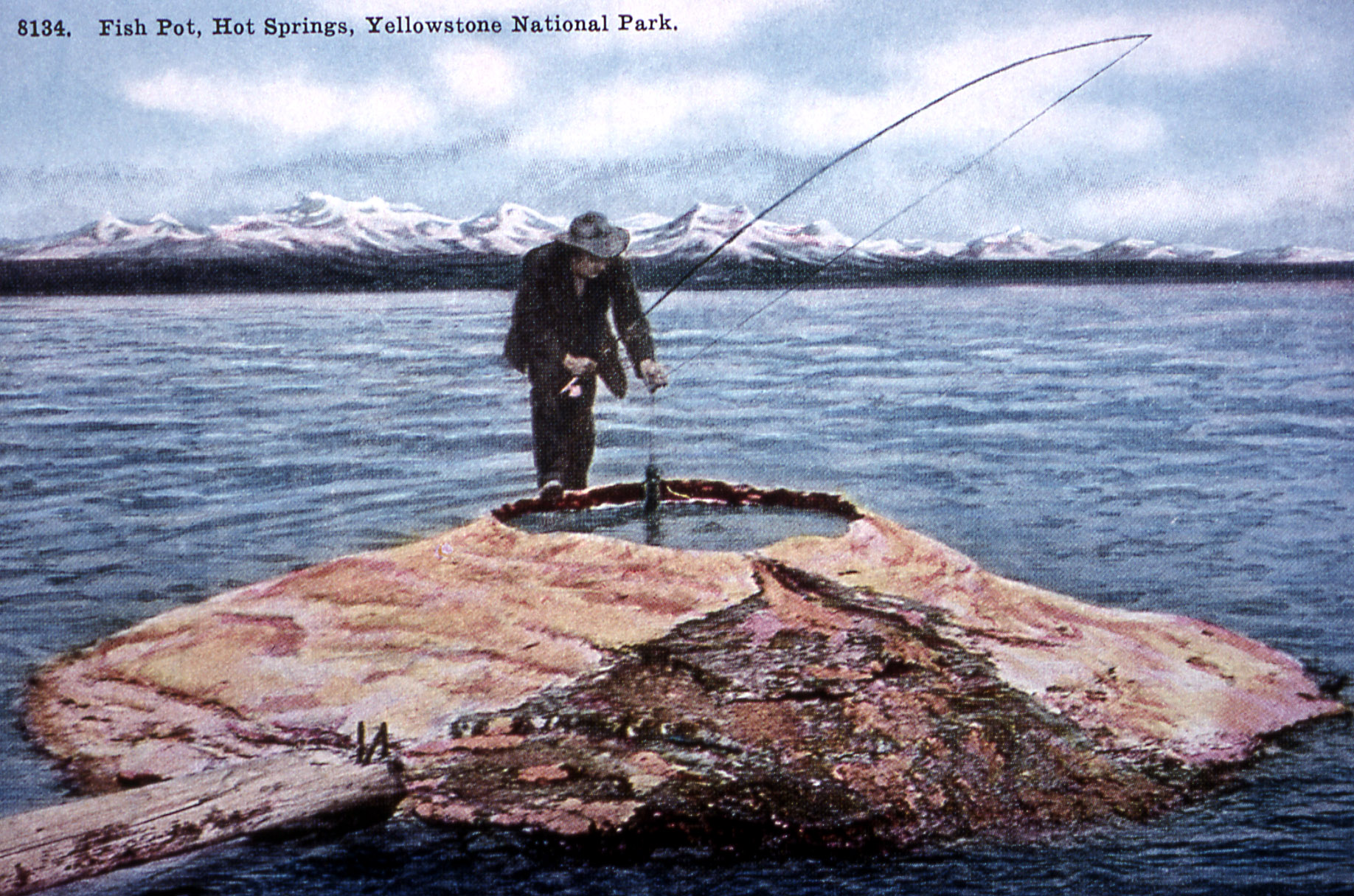
Carte postale représentant Fishing Cone.